# Skanifest
Skanifest is een punk/ska/ rock festival dat georganiseerd wordt in Ciney, België.

## Edities

### 2005
De eerste editie (15 april 2005) bracht 400 mensen bijeen, met de volgende line-up:
- Wash Out Test(Be)
- Gino's Eyeball (Be)
- Mad Men's Team (Be)
- Fucking Peanuts (Be)
- BP Buckshot(Be)
- Bilo Band (Be)

### 2006
De tweede editie (25 maart 2006) bracht 1000 mensen bijeen, met de volgende line-up:
- Vic Ruggiero (The Slackers ex Rancid) (USA)
- The Moon Invaders (Be)
- PO Box (Fr)
- Skating Teenagers (Be)
- Mad Men's Team (Be)
- Shadocks (Be)
- BP Buckshot (Be)
- Bilo Band (Be)

### 2007
De derde editie vond plaats in "Salle Cecoco", Ciney, België op 27 januari 2007, met deze line-up:
- Capdown (UK)
- Joshua (B)
- Sweek (B)
- Camping Sauvach' (B)
- Skafield (DE)
- PO Box (Fr)
- BP Buckshot (B)

### 2008
De vierde editie vond plaats op 4 april 2008.
- The Locos (ES)
- La Ruda (FR)
- The Experimental Tropic Blues Band (B)
- PO Box (Fr)
- Atomic Leaf (B)
- Elvis Black Stars (B)

### 2009
De vijfde editie vond plaats in "Ciney Expo", Ciney, België op 6 februari 2009, met deze line-up:
- Joshua (B)
- Reel Big Fish (USA)
- Malibu Stacy (B)
- Camping Sauvach (B)
- Suburban Legends (USA)
- Sinus Georges (B)
- Les Caricoles (B)